# سيدي بوعفيفا (آيت يوسف أو علي)
سيدي بوعفيف هي إحدى مشيخات المملكة المغربية، تتبع جغرافيا لإقليم الحسيمة وإداريًا لآيت يوسف أو علي. يقدر عدد سكانها بـ 7600 نسمة حسب الإحصاء الرسمي للسكان والسكنى لسنة 2004.